# فيلبين ليروي بوليو
فيلبين ليروي بوليو هي ممثلة فرنسية ولدت قي 25 أبريل 1963. بدأت مشوارها التمثيلي في 1983.

## روابط خارجية
فيلبين ليروي بوليو على موقع IMDb (الإنجليزية)
- فيلبين ليروي بوليو على موقع ميتاكريتيك (الإنجليزية)
- فيلبين ليروي بوليو على موقع روتن توميتوز (الإنجليزية)
- فيلبين ليروي بوليو على موقع ألو سيني (الفرنسية)
- فيلبين ليروي بوليو على موقع تيرنر كلاسيك موفيز (الإنجليزية)
- فيلبين ليروي بوليو على موقع أول موفي (الإنجليزية)
- فيلبين ليروي بوليو على موقع قاعدة بيانات الأفلام السويدية (السويدية)
- فيلبين ليروي بوليو على موقع ديسكوغز (الإنجليزية)
- فيلبين ليروي بوليو على موقع قاعدة بيانات الفيلم (الإنجليزية)
- فيلبين ليروي بوليو على موقع كينوبويسك (الروسية)